# 台湾货币史
台湾货币史，是指台灣使用貨幣的历史。
台湾使用货币可能不早于10世紀中期，當時商人从中国大陆前往澎湖群島带来宋朝钱币。明鄭時期曾发行“永历通宝”钱，清朝統治時期时曾发行铜钱和银钱。日本统治时期曾成立台湾银行，发行臺灣銀行券。日本投降后，中华民国政府曾在台湾发行旧台币，后因通货膨胀改发新台币，最初为台湾地方货币，政府遷台后逐渐成为中华民国法定货币。

## 早期货币
19世纪以来，在台湾各地陆续发现多处新石器时代文化遗址，并发掘出土了大量遗物。考古资料表明，在公元前4000年左右的大坌坑文化遗址已经具有了新石器文化的特征，公元前2500年的圆山文化遗址已出现了少量青铜器，到公元前后的凤鼻头第二、三期文化遗址，已出现了精美的陶器、铁器和玻璃珠等，表明台湾的社会型態在當時已临近階級社會的前缘。
三國時代吳國丹陽太守沈瑩在其所著的《臨海水土志》中详细描述了当时夷洲的风土人情，表明当时农耕生产已经发展到一定的程度，且进入了父系氏族阶段，但《臨海水土志》所述夷州是否为台湾有争议。《隋書·流求傳》中有流求居民主动与到来隋军交换物资的记载，然而《隋书》中的流求国是否为台湾亦有争议。
澎湖群岛的新期贝冢中曾出土北宋神宗时期的铜钱。北宋哲宗元祐二年（1087年），宋朝政府在泉州设立市舶司，随着福建至吕宋、婆罗洲等地航线的开发，时常有商船在澎湖停泊贸易。南宋时，澎湖群岛被列入宋朝行政区划之内，隸屬於泉州晉江縣，南宋政府曾遣兵戍守澎湖。南宋孝宗乾道七年（1171年），宋廷开始在澎湖建造军营，编户收税。宋朝铜钱也随之被带到其聚居区使用，根据清代乾隆年间《小琉球漫志》记载，宋代钱币直到清朝时仍在台湾流通。元世祖至元十八年（1281年），元朝政府在澎湖群岛設立澎湖寨巡檢司，隸屬於福建行省泉州府，澎湖寨巡檢駐澎湖馬公。澎湖的农业、渔业发展迅速，每年煮盐所缴纳的盐课就达中统钞10锭20两，来往商船也多达每年数百艘。
明末万历年间陈第《东番记》对台灣西部平埔族的生活习俗进行了详细描述其既未进入部落社会，也没进入铁器时代，农业与畜牧业尚未分离，社会经济发展水平较低，无需货币。《重修臺灣省通志》推算臺灣荷西統治時期，台湾原住民有15万至20万人，台湾汉人不超过5万，且多集中在台南附近，也正是汉人聚居的台南地区曾在17世紀中期出土过两批古钱。

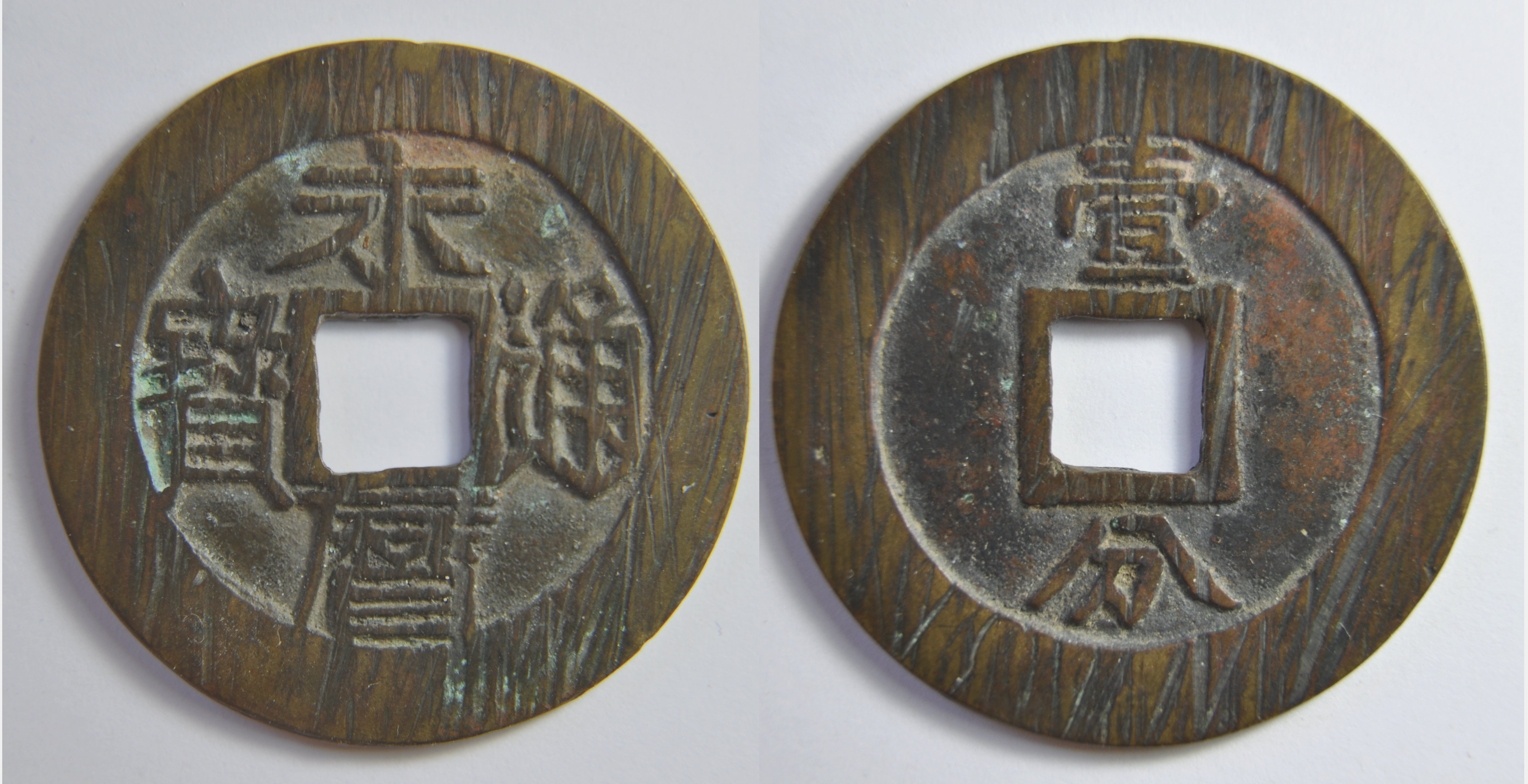
永历通宝

南明郑氏政权统治台湾时，曾自铸“永历通宝”钱，由于对外贸易繁盛，流入大量欧洲、美洲银元。

## 清朝货币

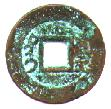
康熙通寶背满汉“台”

康熙二十二年（1683年），東寧王國因战败向清朝投降，次年，原明鄭在台灣島的領地正式被編入清帝國版圖:182-196，行政上隸屬於福建省台廈道。康熙二十七年（公元1688年），福建巡撫張仲舉以臺灣所用南明永曆年號的錢文甚多，上疏申请设立“福建台湾府铸钱局”。康熙二十八年（公元1689年），获得清廷批准，台湾府铸钱局于当年四月二十六日开炉鼓铸，收買舊錢銷毀改鑄“康熙通宝”背满汉文“台”字制钱，该钱又被称为「康熙通寶臺字錢」、「臺錢」、「小臺錢」、「小臺紅錢」、「小制錢」等。该幣的正面有「康熙通寶」四字，背面為使用滿文與漢文兩種文字書寫的「臺」字。台湾府所铸造的康熙通宝钱要比其他铸钱局所铸的略小，重量也轻，每贯计重不足6斤，每三文仅值内地制钱二文。台湾府铸钱局於康熙三十一年即停铸，仅铸造三年，所铸的钱币主要通过发放驻台官兵的军饷流入市场。
尽管清政府曾明确规定白银一两兑换制钱1000文，但基本上没有严格执行过，商品货币流通领域的银钱比价总是随行就市上下波动。小钱发行之初，因重量轻，每1500—1600文才可兑换白银一两，乾隆年间受全国性钱荒影响，钱价高企，每两白银可兑换小钱渐减至一千有零，至乾隆四年六月间，仅可换小钱812文。为解决铜钱的短缺，经闽浙总督郝玉麟请奏，由省城福州城内的宝福局铸造“乾隆通宝”钱运往台湾搭放官兵军饷，此后乾隆年间台湾兵饷钱均由福州省城鼓铸运往，由宝福局铸造钱币供应台湾成为一种制度。尽管乾隆通宝和之后的咸丰通宝等钱均有背“台”字的，但是刘敬扬、王增祥等很多钱币学家都认为是由其他铸钱局代铸。

## 日治时期货币
1897年3月日本國會通過《臺灣銀行法》，11月成立「臺灣銀行創立委員會」，開始展開籌備臺灣銀行的工作。1899年3月日本政府修改《臺灣銀行法》，日本政府以100萬元為額度認購臺灣銀行股份，同年6月正式成立「株式會社臺灣銀行」，同年9月26日開始營業，開啟臺灣銀行券的發行。臺灣銀行券依歷次改版，總計有七大類別：銀券、金券、改造券、甲券、乙券、台灣印刷券，台銀背書券:395。銀券為最早期版本的臺灣銀行券，面額有1897年至1900年依次发行壹圓銀券、伍元銀券、伍拾元紙鈔和拾元券，圖案未另行設計，直接採用日本鈔券圖案，僅修改顏色與文字:396-397。1903年9月16日，臺灣總督府為改造銀券發行後的弊端，建議將銀券改為與日本所流通相同的金券，1904年后依次发行壹圓金券、伍元券和拾元券。圖案也未另行設計，直接採用日本鈔券圖案修改顏色與文字:399-400。因銀券、金券圖案未另行設計，紙質不佳，易汙染破損，1915年9月1日改善紙質，並重新設計圖樣，发行改造券，该币为不回收金券，並行使用:402-403。1932年，臺灣銀行對改造券进行改版，发行百元券“甲券”:405。1944年，发行乙券，面额有五元、十元和一元，外觀大體与甲券無異:408-409。1944年起盟軍反攻，日軍敗退，7月盟軍攻下塞班岛後，日本完全失去制空權:242，海運受阻。臺灣銀行券改為由日本製版，運至台灣再印製，稱為「現地刷」。1945年5月30日起，為躲避盟軍的轟炸，由總督府決定在金瓜石廢礦坑下建立地下工廠，以芭蕉葉纖維製為原料印鈔:209，印刷對象擴及百元鈔。1945年8月15日日本投降前後，物價嚴重上漲，臺灣處於嚴重的通货膨胀。臺銀持續加印無號碼鈔券，但最大面額百元僅有百元，已不敷使用。乃將日本流通的大面額千圓券鈔，空運來台，並經臺灣銀行背書，於8月19日流通上市。其本體為日本的武尊千圓券，於鈔票背面左加蓋印紅色「株式會社臺灣銀行」，右加蓋「頭取之印」，作為臺灣銀行的背書。1945年10月25日國民政府接管臺灣，11月8日臺灣省行政長官公署宣告終止流通，為七種臺灣銀行券中流通時間最短者。1945年，日治時代結束，進入中華民國時代。國民政府委託改組後的臺灣銀行發行舊臺幣，以取代臺灣銀行券。臺灣銀行券於1946年9月1日起與舊臺幣同等價收兌，共收兌34億4仟3佰70餘萬元；而該收回之銀行券，全數予以銷毀。

## 战后货币
1945年8月15日日本投降之后，國民政府公告停止流通臺灣銀行券，並規定中国大陆流通的法幣不在臺流通，計畫由中央銀行在臺開設分行發行「中央銀行臺灣流通券」作為過渡時期貨幣。「中央銀行臺灣流通券」印妥準備運到臺灣發行时，臺灣省行政長官公署建議暫時繼續讓臺灣銀行券流通，經中央政府批示後，發行「中央銀行臺灣流通券」的計畫便作罷，臺灣銀行券繼續流通。但10月國府正式接收臺灣時，臺灣銀行券已发生严重的通货膨胀，臺灣總督府在投降后的两个月内發行了多达15億多元臺灣銀行券。
1946年5月20日，「株式會社臺灣銀行」改組为臺灣銀行，於5月22日開始發行「臺幣兌換券」，也就是后来所称的“舊臺幣”，6月15日取得行政院正式核准授權。舊臺幣剛開始僅發行1元、5元、10元3種面額，以1比1的比率與臺灣銀行券進行兌換，但1946年9月1日發行50元與100元面額後，收換工作才順利進行。此時的舊臺幣是委託中央印製廠上海廠印制再分批運來臺灣發行，其圖案由臺灣省行政長官公署決定，正面是臺灣景點、中華民國國父孫中山的肖像與臺灣銀行，背面則是是鄭成功與荷蘭海戰圖。1948年上海爆發金融危機，國民政府在台湾发行大量貨幣以取得臺灣民間蔗糖、米等資源，造成惡性通貨膨脹，連帶也使舊臺幣幣值大幅貶值，造成臺灣物價水準急遽上揚，引爆經濟危機。1948年上半年開始發行500元、1000元的鈔券，年底發行了1萬元的鈔券，而由於中央印製廠因趕印法幣、金圓券等問題而影響到臺幣的印製，臺灣銀行在1948年開始自行印製鈔券。1949年，舊臺幣仍大幅貶值，臺灣省政府為了恢復經濟秩序而進行幣制改革，在1949年6月15日公布〈臺灣省幣制改革方案〉與〈新臺幣發行辦法〉，其要點包括：照中央指示臺銀發行新台幣總額2億元（折合美金4000萬元）；新臺幣以美金為計算單位；新台幣對美金之匯率以新臺幣5元折合美金1元；新臺幣對舊臺幣折合率定為舊臺幣4萬元折合新臺幣1元；舊臺幣於1950年1月14日正式停止流通遭到淘汰:305。
1949年中華民國政府遷台，1950年6月21日行政院發布命令，中華民國國幣單位保留銀元本位，而記帳單位自1950年7月1日起改為新臺幣，銀元與新臺幣以1949年12月29日最後牌告匯率固定為1銀元=新臺幣3圓。1951年美援貸款促進貨幣穩定性。另外，為因應金門、馬祖、大陈岛等戰地的特殊需要，曾經發行限定流通這些地區的新臺幣金門、馬祖、大陳流通券。1961年7月1日，中央銀行在臺灣復業。1961年6月30日，行政院令，訂定發布《中央銀行在臺灣地區委託臺灣銀行發行新臺幣辦法》，新臺幣由中央銀行委託臺灣銀行發行，紙幣上印「臺灣銀行」字樣，法定地位比照國幣，成為中華民國的法定貨幣。1970年12月21日，新臺幣鈔券上印「中華民國」字樣，以昭公信。1992年8月5日，《銀元及銀元兌換券發行辦法》廢止，作為國幣之銀元喪失發行法源。2000年7月1日，中央銀行颁布《中央銀行發行新臺幣辦法》，停止委託臺灣銀行發行新臺幣，將新臺幣正式訂為中華民國國幣。各法律條文中原以銀元為單位，亦修法改為新臺幣。2000年7月3日發行新臺幣1000圓紙幣，上印字樣改為「中央銀行」民國89年（2000年）7月1日，臺灣銀行與中央銀行分別發出新聞稿訊息說明：新臺幣自中華民國2000年（89年）7月1日起改由中央銀行發行，有關各種舊版新臺幣券幣停止流通日期分別公告說明。

## 参見
- 一千日圓紙幣
- 日本银圆（日语：日本の銀貨）
- 日本銀行券
- 朝鮮銀行券
- 貿易銀
- 龍銀
- 日圓
- 中華民國貨幣 (大陸時期)
- 大清銀行
- 中國銀行
- 舊臺幣
- 新臺幣